# Михеев, Александр Степанович
Алекса́ндр Степа́нович Михе́ев (1853—1914) — генерал-лейтенант, начальник Терской области в 1908—1912 гг., сенатор.

## Биография
Православный.
Окончил Воронежский кадетский корпус (1870) и 2-е военное Константиновское училище (1872), откуда выпущен был хорунжим в 3-ю батарею Донской казачьей артиллерии.
Чины: сотник (1873), есаул (1880), войсковой старшина (1883), полковник (за отличие, 1891), генерал-майор (за отличие, 1900), генерал-лейтенант (за отличие, 1905).
Участвовал в русско-турецкой войне 1877—1878 годов и за боевые отличия был награждён орденом Св. Станислава 3-й степени с мечами и бантом, и чином есаула. В 1880 году был назначен помощником старшего адъютанта управления Донской артиллерии, а в 1881 году — старшим адъютантом того же управления.
С 1886 года последовательно командовал батареями Донской артиллерии: запасной, 6-й, 20-й и лейб-гвардии Донской казачьей. В 1899 году был назначен сперва командиром 1-го дивизиона гвардейской конно-артиллерийской бригады, а затем — командиром 34-й артиллерийской бригады. В 1903 году был назначен начальником артиллерии Приамурского военного округа.
26 апреля 1904 года, с началом русско-японской войны, назначен был инспектором артиллерии 1-й Маньчжурской армии, 17 августа 1905 года — главным инспектором артиллерийской части при главнокомандующем на Дальнем Востоке. За боевые отличия был награждён орденом Св. Анны 1-й степени с мечами и чином генерал-лейтенанта, а за особо усиленные и полезные труды в обстановке военного времени — орденом Св. Владимира 2-й степени.
21 февраля 1906 года назначен начальником артиллерии Кавказского военного округа. 3 марта 1908 года назначен начальником Кавказской гренадерской дивизии, а 7 декабря того же года — начальником Терской области и наказным атаманом Терского казачьего войска. Наконец, 13 сентября 1912 года Михееву повелено было присутствовать в департаменте герольдии Сената.
Умер в 1914 году в Петрограде. Похоронен на кладбище Александро-Невской лавры. Был женат, имел двоих детей.

## Награды
- Орден Святого Станислава 3-й ст. с мечами и бантом (1879);
- Орден Святого Станислава 2-й ст. (1894);
- Орден Святой Анны 2-й ст. (1896);
- Орден Святого Владимира 4-й ст. (1898);
- Орден Святого Владимира 3-й ст. (1899);
- Орден Святого Станислава 1-й ст. (1903);
- Орден Святой Анны 1-й ст. с мечами (1904);
- Орден Святого Владимира 2-й ст. (1905);
- Орден Белого Орла (1910).